# Ирасу
Ирасу́ (исп. Irazύ) — действующий вулкан в Коста-Рике.
Расположен в 31 км к северу-западу от города Картаго. Вулкан имеет несколько кратеров, в одном из них (кратере Диего-де-ла-Айя (глубина 100 м)) образовалось озеро с сильно минерализованной водой, которое меняет цвет от красного до зелёного.
30 мая 1914 года Ирасу стал проявлять активную вулканическую деятельность после примерно 27 тысяч лет покоя. Его извержение 13 марта 1963 года было одним из крупных извержений 20-го столетия в Коста-Рике. Вулкан с близлежащей территорией выделен в национальный парк.
Название вулкана произошло от двух индейских слов местных племён — ара (точка) и су (гром).